# Surat (Puy-de-Dôme)
Surat is een gemeente in het Franse departement Puy-de-Dôme (regio Auvergne-Rhône-Alpes) en telt 393 inwoners (1999). De oppervlakte bedraagt 8,73 km², de bevolkingsdichtheid is 45 inwoners per km².

## Demografie
Onderstaande figuur toont het verloop van het inwonertal (bron: INSEE-tellingen).

1. ↑  Populations de référence 2022.